# كليو بالدون
كليو بالدون (بالإنجليزية: Cleo Baldon)‏(1 يونيو 1927-12 أكتوبر 2014) مهندسة معمارية أمريكية ومهندسة المناظر الطبيعية ومصممة أثاث مقرها في لوس أنجلوس، حيث ساهمت في العديد من الهياكل المعروفة، وخاصة حمامات السباحة. عملت كمديرة تصميم في لشركه جالبر بالدون ومقرها في فينسيا بكاليفورنيا. يعود الفضل إلى بالدون في التأثير العميق على صناعة الأثاث في كاليفورنيا بتصميماتها للأثاث الخارجي.

## السيرة
ولدت بالدون في ليفنسون بواشنطن لكن عائلتها عاشت في مجتمع بيشاستين الصغير بواشنطن. انتقلت إلى كاليفورنيا حيث التحقت وتخرجت من جامعة وودبري. شكلت بالدون شراكة بين شركة غالبر- بالدون أسوشيتس، وهي شركة تصميم معماري للمناظر الطبيعية، مع سيد جرابر. أشرفت بالدون تقريبًا على جميع مشاريع غالبر - بالدون، باستثناء زراعة المناظر الطبيعية. في عام 1985، قالت بالدون لصحيفة لوس أنجلوس تايمز «أنا لا أفهم النباتات.» كان شريكها سيد جالبر يعمل في مجال البستنة. صممت بالدون أكثر من 3000 حمام سباحة في جنوب كاليفورنيا وحصل على براءة اختراع تصميم لمنتجع صحي مع مقاعد مريحة تحت الماء. وقد كان لها الفضل في تطوير حوض السباحة والتي ادعت أنها أدخلتها إلى كاليفورنيا عام 1970 بصرف النظر عن عملها المعماري، صممت بالدون الأثاث وشكلت شركة تيرا في كاليفورنيا مع شريك غالبر - بالدون أسوشيتس وسيد غالبر
كانت بالدون متزوجة من الروائي وكاتب السيناريو والمخرج السينمائي إب ملكيور، وشاركت معه في تأليف الكتب غير الخيالية انعكاسات على حمام السباحة: تصاميم كاليفورنيا للسباحة والخطوات والسلالم. كان نجل الأوبرا والنجم السينمائي لوريتز ملكيور.
توفيت بالدون في 12 أكتوبر 2014. أقامت هي وزوجها الذي نجا منها في هوليوود هيلز توفي ملكيور، زوج بلدون، في 14 مارس 2015 عن عمر يناهز 97 عامًا